# 4-Octylphenol
4-Octylphenol (auch 4-n-Octylphenol) ist eine chemische Verbindung aus der Gruppe der Octylphenole.

## Eigenschaften
4-Octylphenol ist ein brennbarer, schwer entzündbarer, kristalliner, weißer Feststoff, der praktisch unlöslich in Wasser ist.

## Verwendung
4-Octylphenol ist ein Rohstoff und ein Zwischenprodukt, das in der organischen Synthese, der Pharmazie, der Agrochemie und der Farbstoffindustrie verwendet wird.